# Кургессен (провинция)
Кургессен (нем. Kurhessen) — провинция Пруссии в составе Германии. Существовала в 1944—1945 годах. Столица — город Кассель. Провинция была создана в 1944 году в ходе реформы по приведению границ провинций к соответствию с границами партийных гау. Сегодня эта территория находится в составе ФРГ и является частью земли Гессен.

## История

### Создание провинции в Третьем рейхе
Указом фюрера от 1 июля 1944 года провинция Гессен-Нассау была упразднена. В соответствии с границами партийных гау на её территории были провозглашены две самостоятельные провинции: Кургессен — на территории округа Кассель и Нассау — на территории округа Висбаден. Положения указа вступили в силу с 1 июля 1944 года.

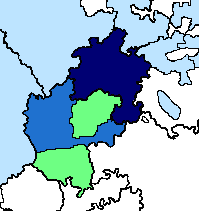
Кургессен (Пруссия)
Нассау (Пруссия)
Государство Гессен

Указ также предусматривал передачу районов Ханау, Гельнхаузен и Шлюхтерн, а также внерайонного города Ханау из округа Кассель в округ Висбаден и, таким образом, в состав провинции Нассау. Кроме того, относящийся ранее к округу Кассель эксклавный район Шмалькальден был передан в округ Эрфурт, который в связи с одновременной ликвидацией провинции Саксония переходил в прямое подчинение рейхсштатгальтеру в Тюрингии.
Таким образом, территория новой провинции Кургессен совпадала с территорией одноимённого гау. А гау Гессен-Нассау покрывало теперь территорию государства Гессен и прусскую провинцию Нассау. Обер-президентом провинции Кургессен был назначен гауляйтер гау Кургессен Карл Герланд.

### Ликвидация провинции после войны
Провинция Кургессен просуществовала недолго. В сентябре 1945 года указом американской военной администрации прусские провинции Кургессен и Нассау (кроме оказавшейся во французской оккупационной зоне западной части вокруг Монтабаура), а также провинции Верхний Гессен и Штаркенбург Народной республики Гессен (гессенская провинция Рейн-Гессен также оказалась во французской зоне) были объединены в новую землю Большой Гессен, из которой сложилась сегодняшняя земля Гессен. Оказавшиеся во французской зоне оккупации территории прусского Гессена и Народной республики Гессен вошли в созданную землю Рейнланд-Пфальц.